# Batalla de El Escamplero
Batalla de Escamplero Batalla de la Guerra Civil Española acontecida en los montes asturianos de La Verruga y La Trecha en Las Regueras, lugar estratégico por su proximidad a Oviedo en el Frente Norte durante la Ofensiva de Asturias. Los dos bandos distaban entre sí unos cientos de metros, separados por una vaguada en el pueblo de los Arroxos en la que aún se conservan cráteres abiertos por la brutal artillería empleada, así como nidos de ametralladora.
Se llega al enclave desde el Alto de El Escamplero, por la comarcal AS-233. A continuación, hay que desviar en dirección a Quejo, hasta un polideportivo municipal, en La Verruga, frente a la cual se halla la loma de La Trecha.